# Grande Prêmio do Azerbaijão
O Grande Prêmio do Azerbaijão é um evento de Fórmula 1 que aconteceu pela primeira vez em 2017. É realizado no Circuito Urbano de Bacu, um circuito de rua localizado em Bacu, capital do Azerbaijão. A primeira corrida de Fórmula 1 no circuito, ocorreu em 2016, porém, o evento foi nomeado de Grande Prêmio da Europa.

## Ganhadores do GP do Azerbaijão

### Por ano
| Ano                                                         | Piloto                                  | Chassi/motor                            | Local                                   | Resumo                                  |                                         |
| ----------------------------------------------------------- | --------------------------------------- | --------------------------------------- | --------------------------------------- | --------------------------------------- | --------------------------------------- |
| O circuito de Bacu sediou o Grande Prêmio da Europa de 2016 |                                         |                                         |                                         |                                         |                                         |
| 2017                                                        | Daniel Ricciardo                        | Red Bull Racing-TAG Heuer               | Bacu                                    | Detalhes                                |                                         |
| 2018                                                        | Lewis Hamilton                          | Mercedes                                | Bacu                                    | Detalhes                                |                                         |
| 2019                                                        | Valtteri Bottas                         | Mercedes                                | Bacu                                    | Detalhes                                |                                         |
| 2020                                                        | Cancelado devido à Pandemia de COVID-19 | Cancelado devido à Pandemia de COVID-19 | Cancelado devido à Pandemia de COVID-19 | Cancelado devido à Pandemia de COVID-19 | Cancelado devido à Pandemia de COVID-19 |
| 2021                                                        | Sergio Perez                            | Red Bull Racing-Honda                   | Bacu                                    | Detalhes                                |                                         |
| 2022                                                        | Max Verstappen                          | Red Bull Racing-Powertrains             | Bacu                                    | Detalhes                                |                                         |
| 2023                                                        | Sergio Pérez                            | Red Bull Racing-Honda RBPT              | Bacu                                    | Detalhes                                |                                         |
| 2024                                                        | Oscar Piastri                           | McLaren-Mercedes                        | Bacu                                    | Detalhes                                |                                         |
| Fontes:                                                     |                                         |                                         |                                         |                                         |                                         |

### Vitórias por pilotos
| Vitórias | Pilotos          | Edições    |
| -------- | ---------------- | ---------- |
| 2        | Sergio Perez     | 2021, 2023 |
| 1        | Daniel Ricciardo | 2017       |
| 1        | Lewis Hamilton   | 2018       |
| 1        | Valtteri Bottas  | 2019       |
| 1        | Max Verstappen   | 2022       |
| 1        | Oscar Piastri    | 2024       |
| Fontes:  |                  |            |

### Vitórias por equipes
| Vitórias | Construtor      | Edições                |
| -------- | --------------- | ---------------------- |
| 4        | Red Bull Racing | 2017, 2021, 2022, 2023 |
| 2        | Mercedes        | 2018, 2019             |
| 1        | McLaren         | 2024                   |
| Fontes:  |                 |                        |

### Vitórias por país
| Vitórias | País          | Edições    |
| -------- | ------------- | ---------- |
| 2        | México        | 2021, 2023 |
| 2        | Austrália     | 2017, 2024 |
| 1        | Reino Unido   | 2018       |
| 1        | Finlândia     | 2019       |
| 1        | Países Baixos | 2022       |
| Fontes:  |               |            |